# E. H. Shepard
Ernest Howard Shepard (St John's Wood, 10 de diciembre de 1879-Londres, 24 de marzo de 1976), más conocido como E. H. Shepard,  fue un caricaturista, dibujante e ilustrador británico. Aunque se lo conoce más por sus ilustraciones para cuatro libros de Winnie the Pooh escritos por A. A. Milne —When We Were Very Young (1924), Winnie-the-Pooh (1926), Now We Are Six (1927) y The House at Pooh Corner (1928)— fue también, desde 1921 hasta 1953, uno de los principales caricaturistas políticos de la revista satírica británica Punch, siendo su principal dibujante desde 1945.
Su relación laboral con Punch comenzó en 1907, cuando la revista publicó dos dibujos, tras varios años de rechazos.
Shepard donó gran parte de su obra y correspondencia a la Universidad de Surrey, salvo unos 300 esbozos a lápiz realizados para Winnie-the-Pooh, donados al Victoria & Albert Museum de Londres, y 109 de sus caricaturas para Punch, donadas al British Cartoon Archive en la Universidad de Kent.